# Kenedy (Fußballspieler)
Kenedy (* 8. Februar 1996 in Santa Rita do Sapucaí, Minas Gerais; bürgerlich Robert Kenedy Nunes do Nascimento) ist ein brasilianischer Fußballspieler. Der linke Verteidiger steht bei Real Valladolid unter Vertrag. 

## Karriere

### Vereine
Kenedy spielte bereits in der Jugend für Fluminense Rio de Janeiro und rückte zur Saison 2013 in die erste Mannschaft auf. Am 1. August 2013 (10. Spieltag) debütierte er beim 1:0-Sieg im Heimspiel gegen den Cruzeiro EC in der Série A. Mit dem 1:0-Siegtreffer am 24. Mai 2014 (7. Spieltag) im Heimspiel gegen den EC Bahia erzielte er sein erstes Tor im Seniorenbereich.
Im August 2015 wechselte Kenedy zum FC Chelsea in die englische Premier League. Am 23. September 2015 erzielte er im League Cup beim 4:1-Auswärtssieg gegen den FC Walsall sein erstes Pflichtspieltor für die Blues.
Ende August 2016 wurde Kenedy planmäßig für ein Jahr an den Ligakonkurrenten FC Watford verliehen, kehrte jedoch bereits Mitte Dezember 2016 nach nur einem Pflichtspieleinsatz nach London zurück.
Nach seiner Rückkehr kam Kenedy für Chelsea in der Saison 2017/18 lediglich in fünf Spielen um den FA Cup und den League Cup zum Einsatz. Daraufhin wurde er im Januar 2018 für anderthalb Jahre an Newcastle United verliehen. Bis zum Ende der Saison 2017/18 kam Kenedy unter dem Cheftrainer Rafael Benítez in 13 Premier-League-Spielen (alle von Beginn) zum Einsatz, wobei er bei einem 3:0-Sieg gegen den FC Southampton einen Doppelpack erzielte. Im Juli 2018 wurde die Leihe für die Saison 2018/19 verlängert. In 25 Ligaspielen (14-mal von Beginn) erzielte Kenedy ein Tor.
Zur Saison 2019/20 kehrte Kenedy zum FC Chelsea zurück. Nachdem er unter dem neuen Cheftrainer Frank Lampard an den ersten vier Spieltagen nicht zum Einsatz gekommen war, wechselte er Anfang September bis zum Saisonende auf Leihbasis in die spanische Primera División zum FC Getafe. Dort kam er auf 19 Ligaeinsätze (einmal von Beginn), in denen er ein Tor erzielte.
Zur Saison 2020/21 wurde Kenedy an den FC Granada weiterverliehen. Nach insgesamt 28 Ligaeinsätzen und 4 Toren für Granada wurde Kenedy in der Folgesaison 2021/22, erneut für ein Jahr, an Flamengo Rio de Janeiro verliehen. In der Spielzeit wurde er mit Flamengo Vizemeister, kam aber über die Rolle des Rotationsspielers nicht hinaus. Aufgrund von verletzungsbedingten Personalproblemen wurde die Leihe im Januar 2022 vonseiten Chelseas vorzeitig beendet.
Anfang September 2022 wechselte Kenedy erneut nach Spanien zu Real Valladolid.

### Nationalmannschaft
Kenedy nahm 2013 mit der brasilianischen U17-Nationalmannschaft an der U17-Weltmeisterschaft in den Vereinigten Arabischen Emiraten teil. Er kam in fünf Spielen zum Einsatz und scheiterte mit seiner Mannschaft im Viertelfinale an Mexiko mit 10:11 im Elfmeterschießen.
Anfang 2015 spielte Kenedy mit der U20-Auswahl bei der U20-Südamerikameisterschaft in Uruguay. Im dritten Gruppenspiel erzielte er bei einem 2:0-Sieg gegen Venezuela die 1:0-Führung. Das Turnier schloss er mit seiner Mannschaft als Viertplatzierter ab.

## Titel
- FIFA-Klub-Weltmeister: 2021
- Englischer Pokalsieger: 2018